# 안토니오 쿠포
앤토니오 쿠포(Antonio Cupo, 1978년 1월 10일 ~ )는 캐나다의 배우이다.
밴쿠버에서 태어났다.

## 출연 작품
- 내 아내의 여자 (2015년) - 맥스 역
- 아니타 B. (2014년)
- 아메리칸 메리 (2012년) - 빌리 바커 역
- 비엔나전투 1683 (2012년) - 샤를 5세 드 로렌 공작 역
- Magic Beyond Words (2011) - 조지 역
- 데스 카메라 (2009년) - 토미 역
- 스워드 오브 워 (2009년)
- 서배티컬 (2007년)
- 비밀 (2006년)
- 리지 맥과이어 (2003)

### 텔레비전
- 다크 엔젤 (2001)